# Unter St. Veiter Pfarrkirche

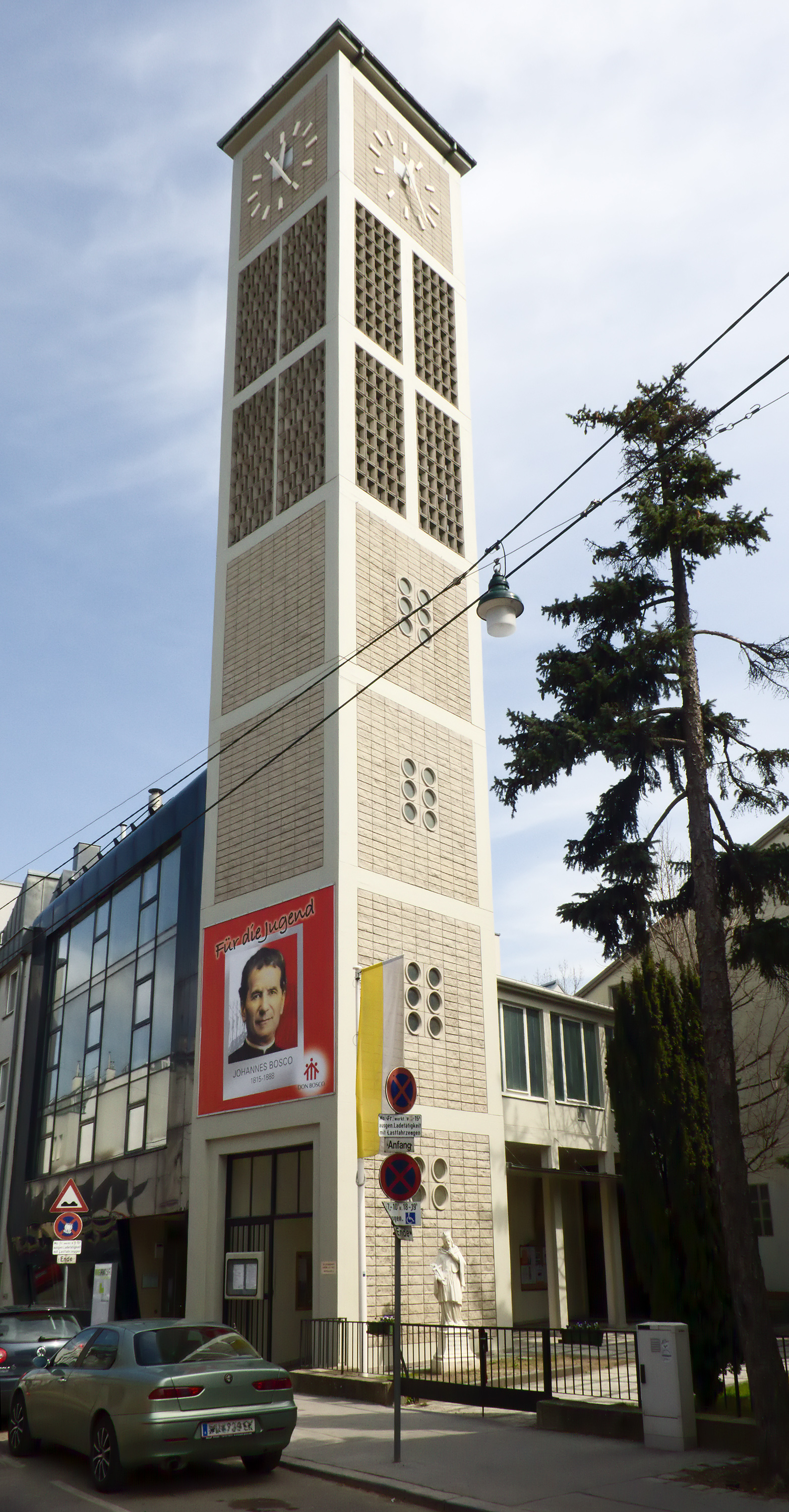
Der Turm der Pfarrkirche

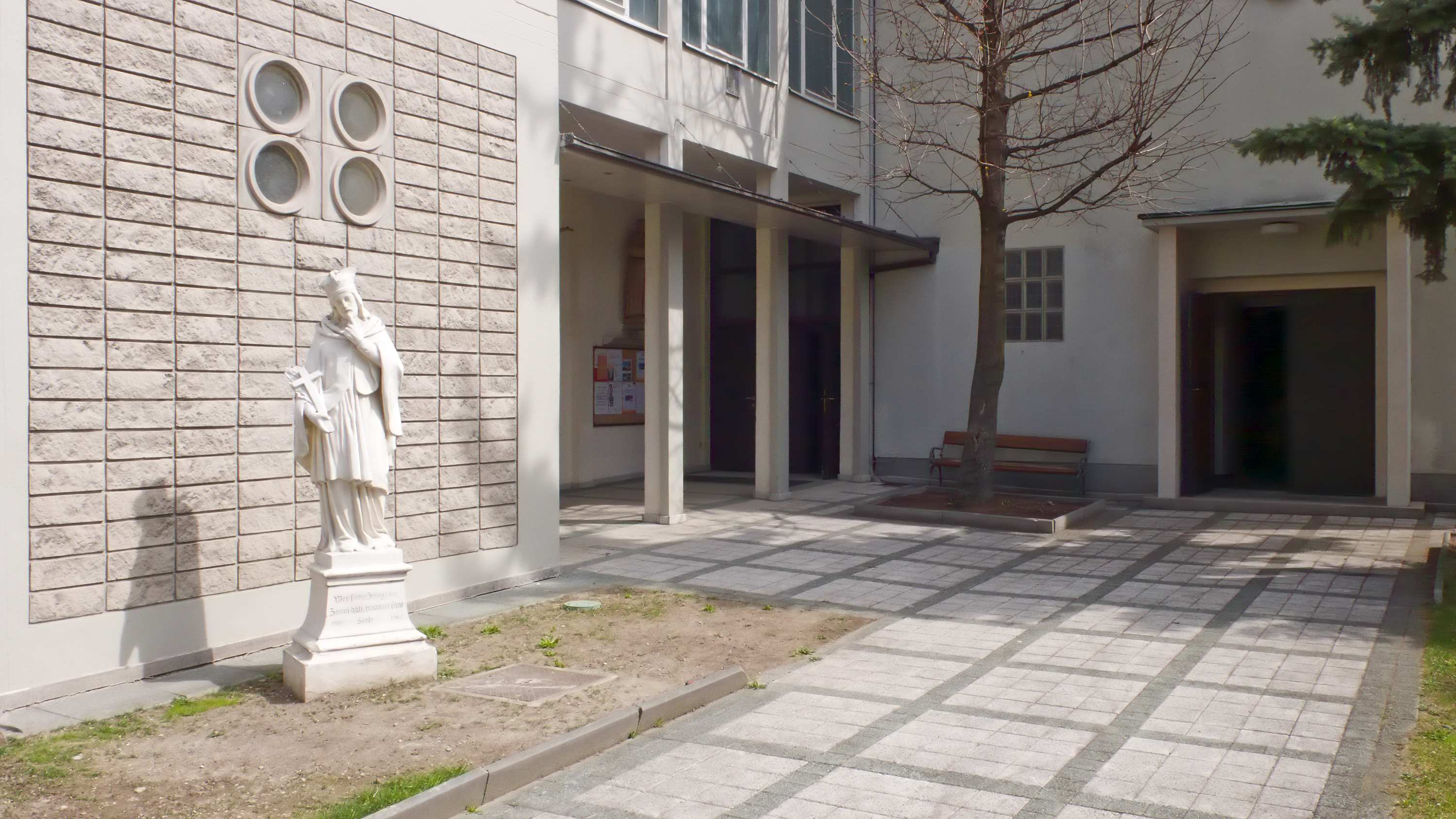
Der hl. Johannes Nepomuk vor der Kirche

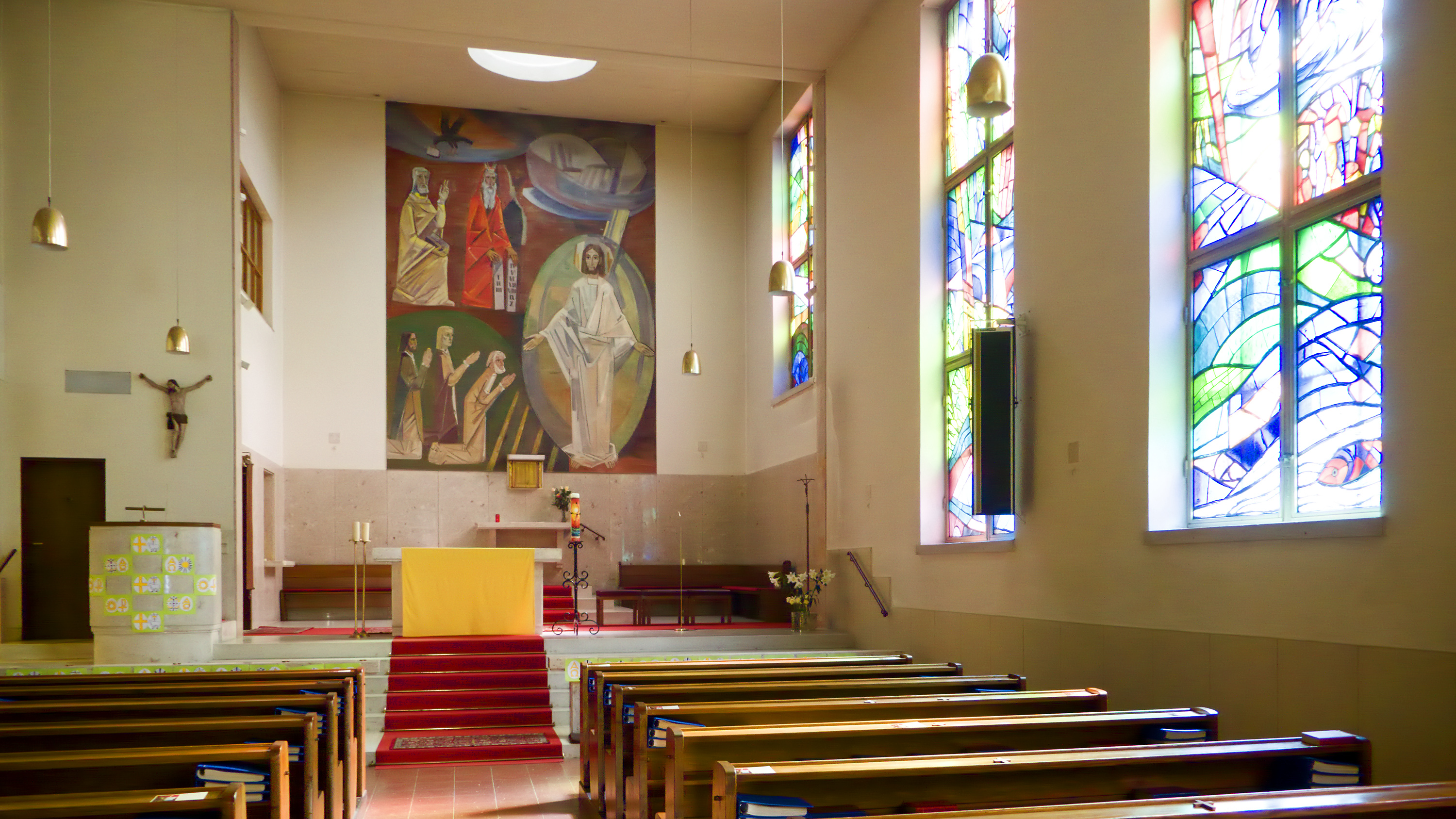
Der Kirchenraum

Die Unter-St.-Veiter Filialkirche Verklärung Christi ist eine römisch-katholische Kirche im 13. Wiener Gemeindebezirk, Hietzing, Bezirksteil Unter-St.-Veit, in der Sankt-Veit-Gasse 48.

## Die alte Kirche

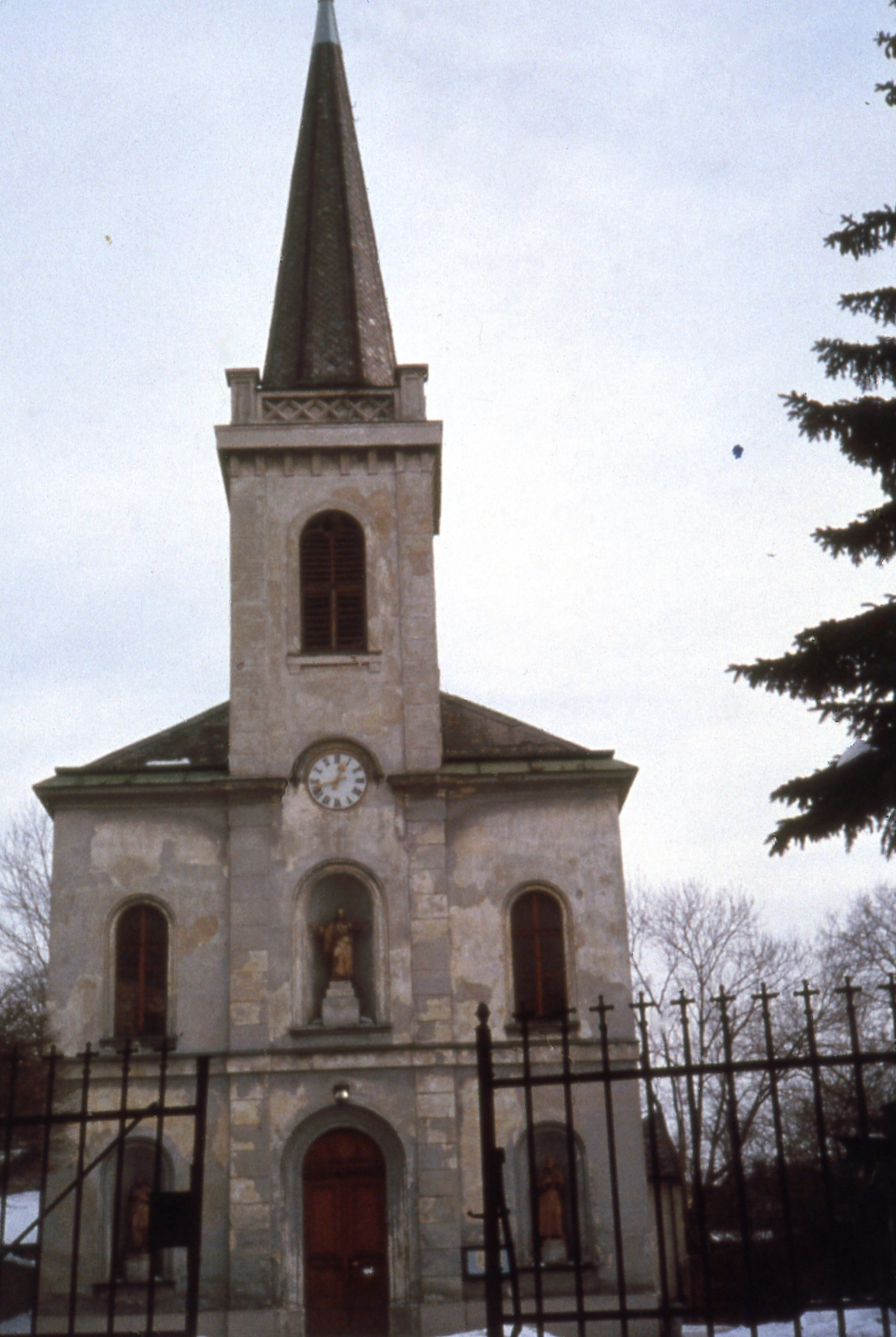
Die alte Expositurkirche (1867–1965)

Der Ort Unter-St.-Veit ist Anfang des 19. Jahrhunderts entstanden, einzelne Häuser gab es im landwirtschaftlich genutzten Gelände schon früher. Michael Schwinner ließ als Grundherr 1803 100 Parzellen abstecken, um mehr Einnahmen zu erzielen. Das „Neudörfl“ wurde bald Unter-St.-Veit genannt, das Ortszentrum St. Veits wurde zu Ober-St.-Veit, wo die auch für die neue Siedlung zuständige Ober-St.-Veiter Pfarrkirche stand.
1843 wurde auf dem von der römisch-katholischen Kirchengemeinde Unter St. Veit angekauften Wiesengrundstück, dem heutigen Kirchenstandort, ein Holzgestell mit Glocke aufgestellt. Diese Glocke hat die untere Umschrift „Stifter dieser Glocke Herr Jacob Flebus k.k. landespriv. Hutfabrikant und Hausbesitzer in Unter St. Veit“ und am oberen Rand „Mich goß Barth. Kaffel k.k. Hofglockengießer in Wien 1843“. Sie ist heute eine der drei Glocken der Kirche.
Nach einem Ortsbrand im Jahre 1860, dem 13 Häuser zum Opfer fielen, wurde als Gelöbnis der Bau einer Kirche beschlossen. Als Bauherr trat ein Kirchenbaukomitee des „Vereines  zur Erbauung des Armen- und Schulhauses sammt Kapelle in Unter St. Veit“ auf.
Die Kirche wurde von Baumeister Josef Kopf aus Hietzing gebaut und von Dechant Emanuel Paletz aus Hütteldorf am 25. August 1867 zur Filialkirche der Ober-St.-Veiter Pfarrkirche geweiht. 1869 löste sich der vorgenannte Verein auf, ohne dass die Projektteile „Armen- und Schulhaus“ verwirklicht worden wären, das Kirchengebäude fiel dabei ins Gemeindeeigentum. 1870 wurde die Trennung von Ober- und Unter-St.-Veit in zwei selbstständige Ortsgemeinden durchgeführt.
Mit dem Niederösterreichischen Landesgesetz vom 19. Dezember 1890 wurde die Eingemeindung von Vororten in die Stadt Wien beschlossen, die am 1. Jänner 1892 in Kraft trat. De facto wurde Unter-St.-Veit mit 6. Juli 1891 von der Wiener Stadtverwaltung übernommen, somit auch die Kirche, die im Bauherreneigentum von Unter-St.-Veit gewesen war.
1907 konnte Kaplan Gotthard Blümel den barocken Hochaltar der abgebrochenen Laimgrubenkirche für die Kirche erwerben, der bis 1965 in Verwendung blieb. 1935 konnte Blümel den Vorschlag von Kardinal Theodor Innitzer, die Kirche abzureißen und neu zu bauen, abwenden. 1940 wurde die Kirche zur Expositur erhoben. Nach dem Tod von Gotthard Blümel wurde die Kirche 1965 abgebrochen. Drei Terrakotta-Statuen, Immakulata, Christus und Franziskus, wurden von Felix Steinwandtner, der links neben der Kirche seine Fleischhauerei betrieb, geborgen und später im gedeckten Zugang zur neuen Kirche aufgestellt. Der "Laimgrubenaltar" wurde in ein Depot des Bundesdenkmalamtes geborgen.

## Die neue Kirche
In den Jahren 1965 bis 1967 wurde die Kirche nach den Plänen des Architekten Anton Steflicek wesentlich größer neu errichtet, am 9. Juli 1967 von Erzbischof-Koadjutor Franz Jachym geweiht und zum 1. Jänner 1968 von Kardinal Franz König zur Pfarrkirche erhoben. Die Kirche wurde von der Gasse etwas zurückgesetzt, so dass sich vor dem mit der Schmalseite zur Gasse ausgerichteten Langhaus ein kleiner Vorplatz ergab, an dessen linkem Rand der zur Gasse vorgestellte hohe Turm steht. Die Giebelfassade ist aus Sichtbeton und mit Rundfenster und Rechteckportal gegliedert. In der Kirche ist an der Altarwand das monumentale Fresko Verklärung Christi von Sepp Mayrhuber angebracht. Die Orgel wurde 1969 vom Instrumentenbauunternehmen Novak errichtet.
Eine Figur des heiligen Johannes Nepomuk aus dem Jahre 1855 steht vor der Kirche.
Gegenüber der in die stadtzentrumsseitige Häuserfront eingelassenen Kirche zweigt die Wittegasse, wo auf Nr. 4 das Pfarrhaus steht, von der St.-Veit-Gasse ab.

## Pfarre
Die Pfarre liegt im Vikariat Wien Stadt und im Stadtdekanat 13. Zurzeit (Stand 2015) leben im Pfarrsprengel ca. 2600 Katholiken. Das Gebiet der Pfarre Unter-St.-Veit wird begrenzt vom Hietzinger Kai im Norden, von der Steckhovengasse und der Fichtnergasse im Osten, der Beckgasse im Süden, der Spohrstraße und der Hietzinger Hauptstraße im Südwesten, sowie der Preindlgasse im Westen. Im Uhrzeigersinn angrenzen die Pfarren St. Anna Baumgarten, St. Jakob Penzing (beide Stadtdekanat 14), Maria Hietzing, Zum guten Hirten (Bossigasse) und Ober-St.-Veit (jeweils Stadtdekanat 13).
Von 1952 bis 2015 wurde die Pfarre Unter-St.-Veit von den Salesianern Don Boscos seelsorglich betreut (namentlich P. Johann Aigner, P. Alfred Hofmann, P. Ignaz Horvath, P. Karl Heinz Salesny). Obgleich das Provinzialat und das Don-Bosco-Haus in Unter-St.-Veit verbleiben, wurde die Pfarre der Erzdiözese zurücküberantwortet. Im Zuge des Wiener Diözesan-Prozesses arbeiteten die Pfarren Unter-St.-Veit und Zum guten Hirten Bossigasse enger zusammen. Der Pfarrer der Pfarre Bossigasse, Dechant Stefan Reuffurth, wurde mit 1. September 2015 auch zum Pfarrer von Unter-St.-Veit ernannt.
Die Pfarre Unter-St.-Veit wurde am 1. Jänner 2020 aufgehoben und Teil der Pfarre Unter-St.-Veit – Zum Guten Hirten. Die Kirche Unter-St.-Veit ist seither eine Filialkirche der Pfarre Unter-St.-Veit – Zum Guten Hirten. Per 1. September 2022 erfolgte eine (weitere) personelle Zusammenlegung mit der Pfarre Ober-St.-Veit.